# Silvio Petrone
Silvio Petrone (Montagano, 20 dicembre 1863 – Montagano, 16 settembre 1948) è stato un magistrato e politico italiano.
In magistratura dal 1888, è stato pretore a Lucera, Bari, Campobasso, Cagnano Varano e Serracapriola, giudice ai tribunali di Siracusa, Larino, Benevento e Napoli, consigliere di Corte d'appello a Trani e a Roma. Collocato a riposo come presidente di sezione della corte di cassazione. Nominato senatore a vita nel 1933, dichiarato decaduto con sentenza dell'Alta Corte di Giustizia per le Sanzioni contro il Fascismo del 30 gennaio 1946.